# Falklandella obtusa
Falklandella obtusa is een vlokreeftensoort uit de familie van de Falklandellidae. De wetenschappelijke naam van de soort is voor het eerst geldig gepubliceerd in 1931 door Schellenberg.